# Cerro Azanaques
Cerro Azanaques är ett berg i Bolivia.   Det ligger i departementet Oruro, i den centrala delen av landet, 150 km väster om huvudstaden Sucre. Toppen på Cerro Azanaques är 5 082 meter över havet, eller 97 meter över den omgivande terrängen. Bredden vid basen är 0,99 km.
Terrängen runt Cerro Azanaques är kuperad åt sydost, men åt nordväst är den bergig. Runt Cerro Azanaques är det mycket glesbefolkat, med 7 invånare per kvadratkilometer.. Närmaste större samhälle är Challapata, 9,8 km nordväst om Cerro Azanaques.
Omgivningarna runt Cerro Azanaques är i huvudsak ett öppet busklandskap.